# Ernesto Salgado
Ernesto Antonin Salgado (ur. 22 listopada 1936 w Santa Lucia) – filipiński duchowny katolicki, arcybiskup metropolita Nueva Segovia w latach 2005-2013.

## Życiorys
Ukończył studia teologiczne w seminarium przy
Uniwersytecie św. Tomasza w Manili. W latach 1974-1978 studiował teologię moralną na Papieskim Uniwersytecie Gregoriańskim w Rzymie.
Święcenia kapłańskie przyjął 23 grudnia 1961 i został inkardynowany do archidiecezji Nueva Segovia. W 1962 został prefektem i ojcem duchownym w Niższym Seminarium Duchownym w Vigan. W 1970 został rektorem tegoż seminarium. W latach 1973-1974 był proboszczem parafii katedralnej, zaś w latach 1978-1987 pracował w seminarium w Vigan. Pełnił tam funkcje prorektora, profesora teologii moralnej oraz ojca duchownego.

### Episkopat
17 października 1986 został mianowany przez papieża Jana Pawła II koadiutorem wikariusza apostolskiego Montagnosa ze stolicą tytularną Buruni. Sakry biskupiej udzielił mu 15 stycznia 1987 abp Bruno Torpigliani. 18 grudnia 1987 przejął rządy w wikariacie.
7 grudnia 2000 papież mianował go biskupem diecezji Laoag.
12 lutego 2005 został arcybiskupem metropolitą Nueva Segovia.
30 grudnia 2013 przeszedł na emeryturę.